# Wilfred Johnson
Wilfred Johnson, detto Willie Boy (New York, 29 settembre 1935 – New York, 29 agosto 1988), è stato un mafioso statunitense.
Secondo documenti del tribunale e testimonianze preliminari, tra il 1966 e il 1985 avrebbe agito come informatore dell'FBI, fornendo informazioni su John Gotti e su altri membri della famiglia Gambino. Tuttavia, Johnson e i suoi avvocati negarono pubblicamente qualsiasi collaborazione con le autorità. Fu ucciso a colpi d’arma da fuoco mentre si stava dirigendo verso la sua auto a Brooklyn.

## Biografia
Johnson aveva quattro fratelli ed è cresciuto a Canarsie, un quartiere di Brooklyn. Suo padre, John Johnson, di origini parzialmente nativo-americane, lavorava come operaio specializzato nell’ambito della costruzione metallica per l’International Association of Bridge, Structural, Ornamental and Reinforcing Iron Workers. La madre di Wilfred era una casalinga di origini italo-americane. La famiglia si era stabilita a Red Hook, sempre a Brooklyn, dove Wilfred è cresciuto insieme ai suoi fratelli e sorelle.
La carriera criminale di Johnson iniziò molto presto: all’età di nove anni fu arrestato per aver rubato dei soldi dal registratore di cassa del negozio di caramelle di Helen, noto all’epoca come ritrovo del gruppo mafioso Murder, Inc. A dodici anni, durante una rissa, cadde - o fu spinto - dal tetto della scuola. L’incidente gli causò un trauma cranico che gli provocò forti e ricorrenti emicranie per il resto della vita. Prima di intraprendere definitivamente la via del crimine, lavorò come gruista per l’International Union of Operating Engineers.

## Carriera criminale

### Gli inizi
Da giovane, Johnson era fisicamente imponente. Allan May, citando le memorie del tenente in pensione della polizia di New York Remo Franceschini, in servizio presso la Squadra del Procuratore Distrettuale del Queens, lo descrive così:
“Era davvero massiccio, alto circa un metro e settantacinque, ben oltre i novanta chili, sembrava un lottatore professionista. Collo taglia ventuno, voce roca. Non volevi trovarti faccia a faccia con Willie Boy per strada, e se ti capitava, era meglio avere dei proiettili di riserva, perché sei colpi non sarebbero bastati a fermarlo. Era il tipo di uomo che, se veniva colpito, quasi si strappava i proiettili dal petto da solo... e poi si incazzava sul serio. ‘Mi hai sparato? Ora sei fottuto.’”
Questa natura intimidatoria lo portò naturalmente a diventare un enforcer della mafia, ovvero uno che faceva rispettare con la forza i voleri dell’organizzazione. Già nel 1949 guidava una gang di picchiatori a East New York, specializzata nel recupero crediti per conto del crimine organizzato.
Nel 1957 conobbe per la prima volta John Gotti, all’epoca diciassettenne e già fuori dal liceo, mentre Johnson era un delinquente da strada ben noto alla polizia. Quando Gotti entrò nella famiglia mafiosa dei Gambino, Johnson lo seguì. Si fece un nome per le sue capacità nelle operazioni di intimidazione e violenza, tanto da guadagnarsi il soprannome di "Terminator". Per garantirgli un’entrata stabile, gli fu affidata una piccola ma redditizia attività di scommesse clandestine. Essendo solo per metà italiano - e neanche dalla parte "giusta" della famiglia (ovvero quella del padre) - non poteva essere "fatto" (made) ufficialmente, cioè diventare un membro a pieno titolo della famiglia mafiosa. Tuttavia, Johnson era tra i più produttivi in termini di guadagni per l’organizzazione.

### Collaborazione con l'FBI
Nel 1967, durante un colloquio con l’FBI, qualcuno notò il malcontento di Johnson nei confronti della mafia. Dopo il suo rilascio, l’FBI lo contattò per proporgli di diventare informatore. Inizialmente riluttante, Johnson accettò in cambio del ritiro di alcune accuse legate alla falsificazione di valuta. Ma c’era anche una motivazione personale: voleva vendicarsi dei Gambino per averlo abbandonato. Infatti, nel 1966, Johnson avrebbe deciso di voltare le spalle alla famiglia Gambino, dopo essere finito in carcere per una rapina a mano armata. Il suo caporegime, Carmine Fatico, gli aveva promesso che avrebbe sostenuto economicamente sua moglie e i suoi due figli piccoli durante la sua detenzione, ma venne meno a questa promessa. La moglie di Johnson, che gli rimase fedele durante tutte le sue carcerazioni, fu costretta a chiedere l’assistenza sociale.
Per l'FBI, Wilfred Johnson divenne noto come BQ 5558-TE. La sigla "TE" indicava che faceva parte del programma "Top Echelon", riservato agli informatori di alto livello all’interno delle organizzazioni criminali. "BQ" stava invece per "Brooklyn-Queens", il distretto di competenza in cui operava. Il suo nome in codice operativo era “Wahoo”, in riferimento alle sue origini nativo-americane. Johnson non offriva spontaneamente informazioni, ma rispondeva con precisione alle domande dirette poste dalle forze dell’ordine. Il suo referente nell’FBI, l’agente speciale Martin Boland, gli sottoponeva domande raccolte da diverse unità investigative interne all’FBI e dalla DEA (Drug Enforcement Administration). 
Nonostante la sua collaborazione con l’FBI, Johnson era molto cauto nel parlare di John Gotti. Il rapporto tra i due era complesso: a volte amichevole, a volte pieno di tensione. Johnson una volta disse a Boland:
“A volte lo amo, a volte lo odio”.
Non entrò mai nei dettagli, ma lasciava trapelare qualche indizio, come le lamentele sulla dipendenza di Gotti dal gioco d’azzardo - Johnson raccontava che scommetteva fino a 100.000 dollari a settimana. Parte di quelle scommesse finivano per essere registrate anche nella modesta attività di bookmaker gestita da Johnson, costringendolo spesso a coprire le perdite. In altri momenti, Johnson parlava di Gotti con amarezza: 
“Sai, adesso si veste con abiti costosi, ma resta sempre un bluff, resta sempre un cane randagio. Non farti ingannare dall’apparenza”.
Alla base di questa frustrazione c’era il risentimento per essere rimasto sempre in una posizione marginale all’interno della squadra di Fatico, nonostante la sua lunga fedeltà. Johnson si sentiva trattato come un servo:
“Mi vedono ancora come un fattorino, mi fanno portare in giro la merce rubata”.
Tranne un prestito personale d’emergenza di 100 dollari - che Johnson restituì rapidamente e per cui Boland rifiutò qualsiasi interesse - Johnson non ricevette compensi economici diretti dall’FBI. Tuttavia, riuscì comunque a guadagnare qualcosa. Le sue informazioni permisero all’FBI di risolvere importanti casi di furti e, in alcune situazioni, le compagnie assicurative offrirono ricompense per il recupero della merce rubata. L’FBI fornì dichiarazioni riservate attestando che Johnson era direttamente responsabile del ritrovamento, permettendogli di incassare le ricompense. In un caso specifico, ricevette 30.000 dollari per la restituzione di un grosso carico. A parte le accuse di falsificazione, Johnson non chiese mai all’FBI di intervenire per ridurre o far cadere altri capi d’imputazione.

### Carriera come informatore
Durante i suoi 16 anni da informatore, fino al 1985, Wilfred Johnson fornì all'FBI informazioni su diverse fazioni mafiose di New York con cui aveva collaborato nel corso degli anni. Grazie a queste rivelazioni, le autorità riuscirono a effettuare numerosi arresti. Tuttavia, come osservò il suo referente dell’FBI, l’agente speciale Martin Boland, Johnson si rifiutava sistematicamente di parlare in modo approfondito della propria infanzia o delle sue origini.
Uno dei contributi più rilevanti forniti da Johnson riguardava le tecniche usate dalla squadra di Paul Vario per eludere le intercettazioni ambientali dell'FBI. Il gruppo utilizzava un rimorchio parcheggiato all’interno di uno sfasciacarrozze di proprietà di Vario a Brooklyn, fuori dalla portata dei dispositivi di ascolto.
Johnson rivelò anche l’esistenza di un vasto traffico di droga, gestito da John Gotti e altri membri della malavita, noto come "Pleasant Avenue Connection". Inoltre, fornì dettagli sull’omicidio del mafioso Anthony "Tony" Plate, avvenuto in Florida per mano di Gotti e Angelo Ruggiero, e diede informazioni cruciali sull’assassinio di James McBratney, l’uomo responsabile del rapimento di Emanuel Gambino.

### La rivelazione
Nel 1985, la carriera di Wilfred Johnson come informatore subì una brusca e irreversibile interruzione. Durante un’udienza pubblica, la procuratrice federale Diane Giacalone rivelò apertamente che Johnson collaborava con l’FBI, nel tentativo di spingerlo ad accettare un patteggiamento e a testimoniare contro John Gotti. Dopo la rivelazione, gli agenti dell’FBI che lo gestivano cercarono di convincerlo a entrare nel Programma di Protezione Testimoni, ma Johnson rifiutò categoricamente, continuando a negare pubblicamente qualsiasi coinvolgimento come informatore. La mossa di Giacalone causò un forte deterioramento nei già tesi rapporti tra l’FBI e la procura, al punto che l’FBI decise di ritirarsi dall’inchiesta su Gotti, segnando una spaccatura significativa tra le due istituzioni.

## Morte
Il 29 agosto 1988, Wilfred Johnson fu ucciso a colpi d’arma da fuoco davanti alla sua abitazione a Brooklyn, mentre si stava dirigendo verso la sua auto. Gli esecutori materiali dell’omicidio sarebbero stati Thomas Pitera e Vincent "Kojak" Giattino, sicari della famiglia mafiosa Bonanno. I killer spararono 19 colpi: Johnson fu raggiunto da un proiettile in ciascuna coscia, due alla schiena e almeno sei colpi alla testa. Secondo alcune fonti, Pitera avrebbe eseguito l’omicidio come favore personale a John Gotti.
Nel 1991, Pitera aveva accusato Johnson di essere coinvolto nell'omicidio di John Favara, l’uomo che nel 1980 aveva investito accidentalmente e ucciso il figlio dodicenne di Gotti.
Nel 1992, Pitera e Giattino furono incriminati e processati per l’omicidio di Johnson. Giattino fu condannato, mentre Pitera fu assolto da quest’accusa, ma in seguito fu riconosciuto colpevole di altri sei omicidi.
Wilfred Johnson è sepolto al cimitero di St. John, a Middle Village, nel Queens, New York.